# Carex circinnata
Carex circinnata är en halvgräsart som beskrevs av Carl Anton von Meyer. Carex circinnata ingår i släktet starrar, och familjen halvgräs. Inga underarter finns listade i Catalogue of Life.